# Wojewódzki Sąd Administracyjny w Krakowie
Jeżeli edytujesz kod źródłowy, to aby uzyskać taki efekt: teoria, elektronem, Witolda Gombrowicza – twórz linki według składni: [[teoria]], [[elektron]]em, [[Witold Gombrowicz|Witolda Gombrowicza]].

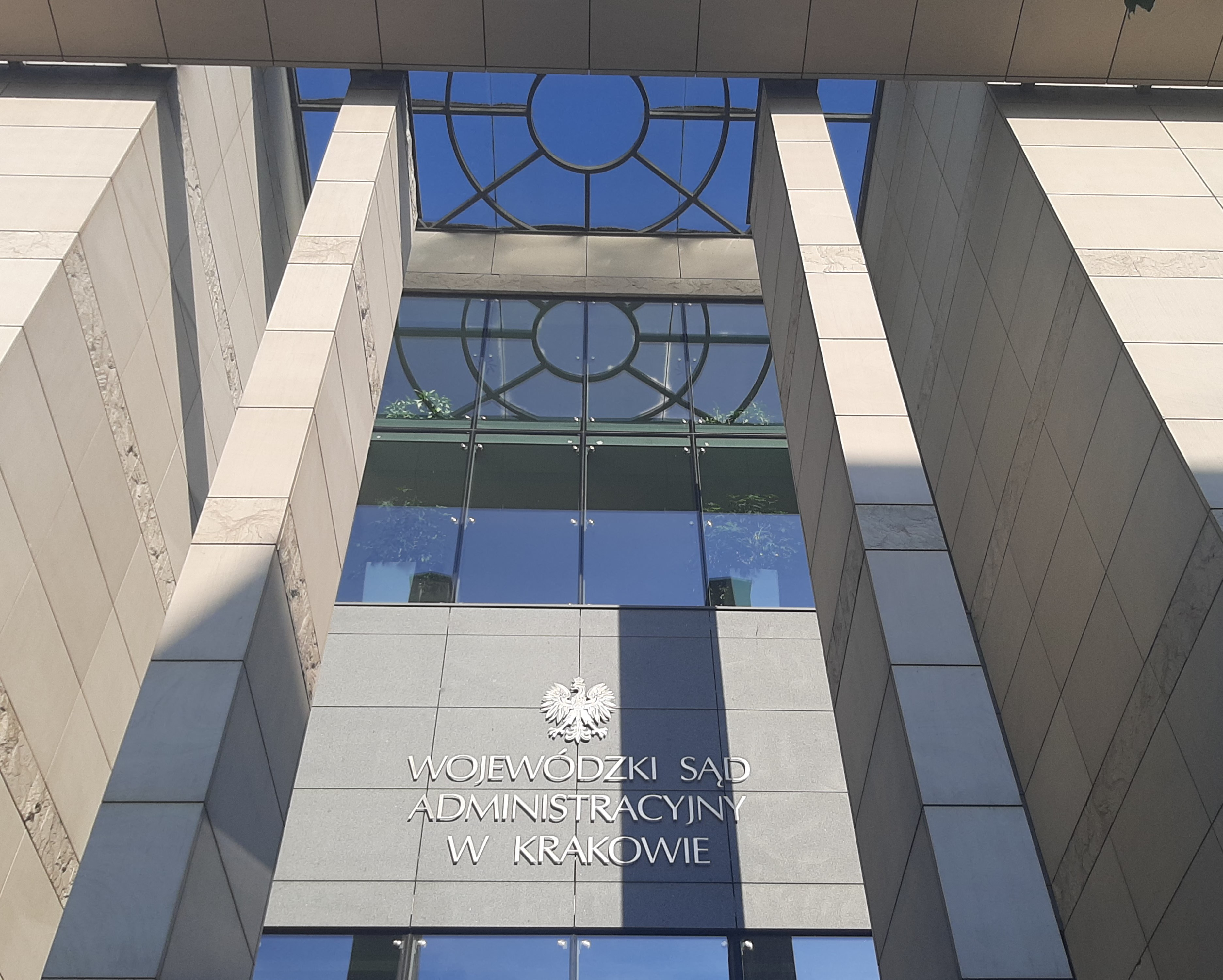
Wejście do Wojewódzkiego Sądu Administracyjnego w Krakowie

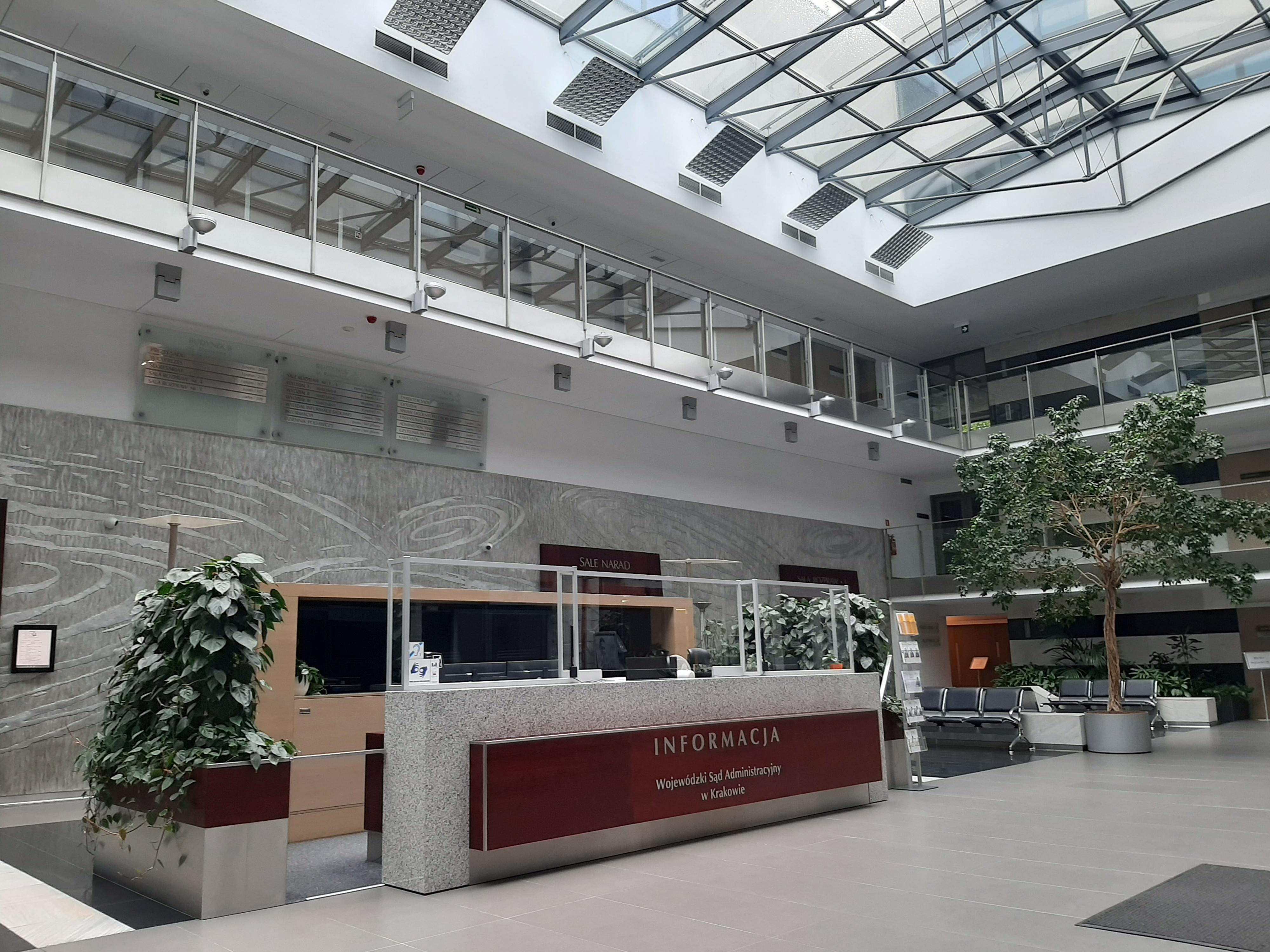
Wnętrze Wojewódzkiego Sądu Administracyjnego w Krakowie

Wojewódzki Sąd Administracyjny w Krakowie – jeden z szesnastu wojewódzkich sądów administracyjnych w Polsce, mający siedzibę przy ul. Rakowickiej 10 w Krakowie. Jest sądem administracyjnym pierwszej instancji, powołanym w 2004 roku.
Wojewódzki Sąd Administracyjny w Krakowie powstał na mocy Rozporządzenia Prezydenta Rzeczpospolitej Polskiej z dnia 25 kwietnia 2003 r. w sprawie utworzenia wojewódzkich sądów administracyjnych oraz ustalenia ich siedzib i obszarów właściwości Dz.U. z 2003 r. nr 72, poz. 652 na podstawie art. 16 § 2 ustawy z dnia 25 lipca 2002 r. - Prawo o ustroju sądów administracyjnych (Dz. U. Nr 153, poz. 1269), które to rozporządzenie weszło w życie z dniem 1 stycznia 2004 r. 

## Obszar właściwości
Obszar właściwości miejscowej wojewódzkich sądów administracyjnych został określony w art. 13 § 2 ustawy z dnia 30 sierpnia 2002 r. - Prawo o postępowaniu przed sądami administracyjnymi (Dz.U. z 2023 r. poz. 1634):
„Do rozpoznania sprawy właściwy jest wojewódzki sąd administracyjny, na którego obszarze właściwości ma siedzibę organ administracji publicznej, którego działalność została zaskarżona.”
Zgodnie z §1 pkt 5 Rozporządzenia Prezydenta Rzeczypospolitej Polskiej z dnia 25 kwietnia 2003 r. w sprawie utworzenia wojewódzkich sądów administracyjnych ) oraz ustalenia ich siedzib i obszarów właściwości (Dz.U.2003.72.652) w brzmieniu nadanym Rozporządzeniem Prezydenta Rzeczypospolitej Polskiej z dnia 13 sierpnia 2004 r. (Dz.U.2004.187.1926), dla Wojewódzkiego Sądu Administracyjnego w Krakowie obszarem właściwości został teren województwa małopolskiego.

## Siedziba
Pierwszą siedzibą WSA w Krakowie była wpisana do rejestru zabytków (nr A-111) nieruchomość znajdująca się przy ul. Topolowej 5, czyli Pałac Mańkowskich.
W 2008 roku, po uzgodnieniu z Małopolskim Wojewódzkim Konserwatorem Zabytków, przeprowadzono w nim remont, wymieniono dach oraz odnowiono elewacje, natomiast w 2014 roku wymieniono stolarkę zewnętrzną. Mimo że obecnie posiadłość nie pełni funkcji siedziby sądu to nadal jej pomieszczenia służą zapotrzebowaniu lokalowemu Sądu, a dzięki przewiązce oba budynku są ze sobą dobrze skomunikowane, stanowiąc funkcjonalny kompleks.
Obecnie siedzibę WSA w Krakowie stanowi budynek znajdujący się w Krakowie, w obrębie dzielnicy II Grzegórzki, przy ulicy Rakowickiej 10, o powierzchni użytkowej przekraczającej 4,6 tys. m², powierzchni zabudowy liczącej ponad 1670 m² oraz kubaturze 20173 m³. Nieruchomość ta objęta jest księgą wieczystą o nr. 204512.
Projektantami budynku byli Witold Zieliński i Wojciech Kozioł z Pracowni Projektowej Rewaloryzacji Zabytków, a o projekt wnętrz zadbała Agnieszka Cwynar-Łaska i Marta Spodar z Autorskiej Pracowni Projektowej. Wykonawcami przedsięwzięcia były firmy: Przedsiębiorstwo Rewaloryzacji Zabytków S.A. w Krakowie oraz Spółdzielnia BUDMET z siedzibą w Krakowie.
Budowę nowego budynku sądu rozpoczęto w 2005 roku, mimo napotykanych trudności we wczesnym etapie zaawansowania prac (m.in. brak możliwości wykonywania robót w porach nocnych ze względu na pobliską zabudowę mieszkalną; konieczność rozbiórki odkrytych betonowych elementów na placu budowy) powzięty na ten rok plan został zrealizowany w 95,5%, dzięki czemu w 2006 roku udało się zakończyć budowę obiektu. Następnie, jak można przeczytać w Informacji Rocznej z 2006 r. „Do późnej jesieni trwały prace związane z odbiorem, wyposażeniem, oznakowaniem i zabezpieczeniem budynku”. Od października tegoż roku nie zakłócając pracy sądu, stopniowo następowało przenoszenie administracji oraz wydziałów do nowego budynku.
Pomyślne sfinalizowanie procesu zagospodarowania i wyposażania gmachu w 2007 roku pozwoliło na zmianę dotychczasowej siedziby WSA w Krakowie z ulicy Topolowej 5 na ulicę Rakowicką 10. Nowy adres Sądu obowiązuje od 1 marca 2007 roku. Uroczyste otwarcie nowej siedziby miało miejsce 26 października 2007 roku. Budynek mieści 3 sale rozpraw, sale narad, czytelnię akt sądowych, bibliotekę, biuro podawcze, kasę sądu, szatnię, gabinety sędziowskie, sekretariaty, sale konferencyjne, oddziały, 3 wydziały orzecznicze i IV Wydział Informacji Sądowej, zaplecze socjalne i techniczne, pokoje gościnne.
Prowadzona od 2014 roku inwestycja związana z nadbudową skrzydła budynku, zakończyła się 27 lipca 2015 roku, powiększając przestrzeń nieruchomości przy ulicy Rakowickiej o 20 pokoi, co istotnie wpłynęło na poprawę warunków pracy.

## Działalność orzecznicza
Wojewódzki Sąd Administracyjny w Krakowie rozpoznaje sprawy:
- dotyczące zaskarżonych działań organów administracji publicznej mających siedzibę w województwie małopolskim  (Podstawa prawna: Prawo o postępowaniu przed sądami administracyjnymi (Dz.U.2023.1634) oraz Rozporządzenie Prezydenta Rzeczypospolitej Polskiej z dnia 25 kwietnia 2003 r. w sprawie utworzenia wojewódzkich sądów administracyjnych  oraz ustalenia ich siedzib i obszarów właściwości (Dz.U.2003.72.652))
- podnoszone przez osoby zamieszkałe w Małopolsce dotyczące działań Kierownika Urzędu do Spraw Kombatantów i Osób Represjonowanych (Podstawa prawna: Rozporządzenie Prezydenta Rzeczypospolitej Polskiej z dnia 25 kwietnia 2003 r. w sprawie przekazania rozpoznawania innym wojewódzkim sądom administracyjnym niektórych spraw z zakresu działania Kierownika Urzędu Do Spraw Kombatantów i Osób Represjonowanych (Dz.U.2003.72.653))
- inicjowane przez skarżących mieszkających lub mających siedzibę na terenie województwa małopolskiego związane z nałożeniem kar pieniężnych,  o których mowa w art. 92 ustawy z dnia 6 września 2001 r. o transporcie drogowym (Dz.U.2022.2201) (Podstawa prawna: Rozporządzenie Prezydenta RP z dnia 18 kwietnia 2011 r. w sprawie przekazania rozpoznawania innym wojewódzkim sądom administracyjnym niektórych spraw z zakresu działania Głównego Inspektora Transportu Drogowego (Dz.U.2011.89.506))
- składane przez skarżących mieszkających na terenie województwa małopolskiego lub których siedziba znajduje się w Małopolsce z zakresu działania dyrektora Krajowej Informacji Skarbowej, Prezesa Zakładu Ubezpieczeń Społecznych oraz Prezesa Kasy Rolniczego Ubezpieczenia Społecznego  (Podstawa prawna: Rozporządzenie Prezydenta Rzeczypospolitej Polskiej z dnia 22 lutego 2017 r. w sprawie przekazania rozpoznawania innym wojewódzkim sądom administracyjnym niektórych spraw z zakresu działania dyrektora Krajowej Informacji Skarbowej, Prezesa Zakładu Ubezpieczeń Społecznych oraz Prezesa Kasy Rolniczego Ubezpieczenia Społecznego (Dz.U.2020.1773), obejmującym rozporządzenie Prezydenta Rzeczypospolitej Polskiej z dnia 14 października 2019 r. (Dz.U.2019.1999))

### Statystyka
Do trzech wydziałów orzeczniczych w WSA w Krakowie, jak podano w Informacji Rocznej 2023 r., wpłynęło łącznie 5097 skarg i wniosków (w porównaniu z rokiem poprzednim odnotowano ponad 5% spadek wpływu). Natomiast sąd załatwił w 2023 roku w sumie 5571 spraw, tym samym porównując te dane z rokiem poprzednim nastąpił zauważalny wzrost liczby załatwionych spraw, a „wskaźnik szybkości orzekania Wojewódzkiego Sądu Administracyjnego w Krakowie w roku 2023 wyniósł 3,27 miesiąca.”
Najczęściej skargi wnosiły osoby fizyczne (4227), osoby prawne (1032) oraz prokuratorzy (238). Najwięcej skarg wpłynęło na działalność samorządowych kolegów odwoławczych (ponad 42%), terenowych organów administracji rządowej (ponad 27%), Dyrektorów Izb Administracji Skarbowej (prawie 10%).
Na czele spraw wpływających do sądu z największą częstotliwością znalazły się te dotyczące: podatków i innych świadczeń pieniężnych (ponad 19% wszystkich spraw), pomocy społecznej (ponad 18%), budownictwa, nadzoru architektoniczno-budowlanego (prawie 12%).
W zakończonych sprawach na salach sądowych stawiło się ponad 300 pełnomocników organów administracji państwowej, ponad 600 pełnomocników profesjonalnych skarżących oraz uczestników postępowania, 16 prokuratorów.

## Organy WSA w Krakowie

### 1. Prezes
Prezes Naczelnego Sądu Administracyjnego powołuje na okres pięciu lat Prezesa Wojewódzkiego Sądu Administracyjnego, którym może zostać sędzia tegoż sądu lub sędzia Naczelnego Sądu Administracyjnego. Urząd ten może piastować 2 następujące po sobie kadencje. Do jego zadań należą m.in. kierowanie  sądem, pełnienie funkcji reprezentacyjnej oraz wypełnianie czynności administracji sądowej. Prezesa zastępuje wiceprezes lub inny sędzia. (art. 20-22 ustawy z dnia 25 lipca 2002 r. Prawo o ustroju sądów administracyjnych  Dz.U. z 2002 r. nr 153, poz. 1269)

#### Anna Dumas (2020 - obecnie)
Od 2016 roku Pani Sędzia Naczelnego Sądu Administracyjnego pełniła funkcję Wiceprezesa WSA w Krakowie, 10 kwietnia 2020 roku została powołana na stanowisko  Prezesa WSA w Krakowie. Ponadto Pani dr Anna Dumas jest adiunktem w Katedrze Prawa Finansowego na Wydziale Prawa i Administracji Uniwersytetu Jagiellońskiego.

#### Andrzej Irla
Pan Sędzia Naczelnego Sądu Administracyjnego Andrzeja Irla był dwukrotnie powoływany na stanowisko Prezesa WSA w Krakowie. Druga kadencja prezesa upłynęła 9 kwietnia 2020 roku. Wcześniej Pan Sędzia pełnił funkcje Prezesa Naczelnego Sądu Administracyjnego – Ośrodka Zamiejscowego w Krakowie.

### 2. Zgromadzenie ogólne sędziów WSA w Krakowie
Zgodnie z art. 24 ustawy z dnia 25 lipca 2002 r. Prawo o ustroju sądów administracyjnych  Dz.U. z 2002 r. nr 153, poz. 1269 zgromadzenie ogólne sędziów wojewódzkiego sądu administracyjnego stanowią sędziowie danego sądu. Uczestnikami zgromadzenia mogą być asesorzy, choć bez możliwości głosowania nad uchwałami podejmowanymi bezwzględną większością głosów przy udziale przynajmniej połowy sędziów sądu.  Zgromadzenie jest zwoływane przynajmniej raz w roku przez jego przewodniczącego, czyli prezesa sądu (art. 24 ustawy z dnia 25 lipca 2002 r. Prawo o ustroju sądów administracyjnych  Dz.U. z 2002 r. nr 153, poz. 1269).

### 3. Kolegium WSA w Krakowie
Ustalonemu przez zgromadzenie ogólne sędziów sądu składowi kolegium wojewódzkiego sądu administracyjnego przewodniczy prezes tego sądu; podejmowane uchwały, tak jak w przypadku zgromadzenia ogólnego sędziów, zapadają bezwzględną większością głosów przy obecności przynajmniej połowy wszystkich członków kolegium. Kadencja kolegium trwa 3 lata (art. 25 ustawy z dnia 25 lipca 2002 r. Prawo o ustroju sądów administracyjnych Dz.U. z 2002 r. nr 153, poz. 1269).

## Zatrudnienie
Dane zebrane na koniec 2023 roku wskazują, iż w WSA w Krakowie pracuje 34 sędziów, 4 asesorów sądowych, 6 referendarzy sądowych, 20 asystentów oraz 122 pozostałych urzędników i innych pracowników. 

## Dostosowanie siedziby sądu do potrzeb osób z niepełnosprawnościami
W zorganizowanej w 2008 roku  przez Stowarzyszenie Przyjaciół Integracji oraz Urząd Miasta Krakowa drugiej edycji konkursu „Kraków bez barier”  budynek WSA w Krakowie przy ulicy Rakowickiej został uznany przez komisję konkursową za najlepiej przystosowany do potrzeb osób z niepełnosprawnościami w kategorii „Obiekt użyteczności publicznej”.
Uroczyste ogłoszenie wyników konkursu nastąpiło 11 grudnia 2008 r. w Audytorium Maximum Uniwersytetu Jagiellońskiego. Wówczas zwrócono uwagę, że budynek WSA w Krakowie posiada nie tylko rozwiązania przestrzenne ułatwiające załatwianie spraw osobom z niepełnosprawnością, jak również te organizacyjne. Doceniono także profesjonalizm pracowników oraz ich życzliwość.
Osoby głuche, głuchonieme czy słabosłyszące mają możliwość bezpłatnego skorzystania w siedzibie sądu, przy specjalnie oznakowanym stanowisku, z usługi tłumacza migowego za pośrednictwem połączenia online oraz z użytkowania pętli indukcyjnej.